# Franz Huhn

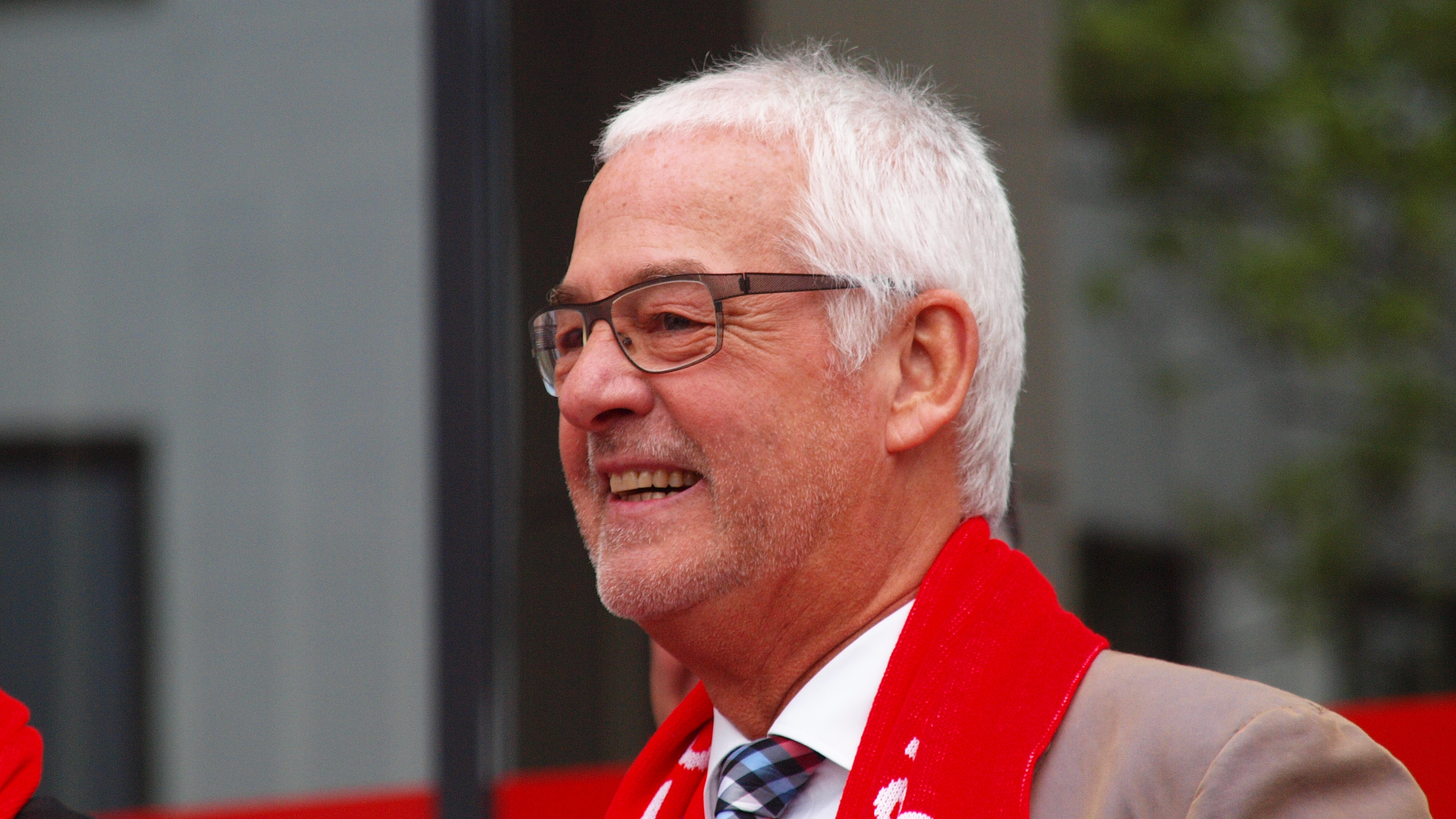
Franz Huhn (2014)

Franz Huhn (* 3. November 1951 in Sankt Augustin-Niederpleis) ist ein deutscher Politiker (CDU). Er war von 2004 bis 2020 Bürgermeister der Stadt Siegburg im Rhein-Sieg-Kreis in Nordrhein-Westfalen.

## Leben
Huhn studierte Germanistik und Wirtschaftswissenschaften und arbeitete als Lehrer. Bis zu seiner Wahl als Bürgermeister war er Schulleiter des Berufskollegs in Siegburg. Er ist verheiratet, hat zwei Söhne und drei Enkelkinder und lebt in Kaldauen.

## Politik
Er trat 1983 der CDU bei und wurde 1989 zum ersten Mal in den Siegburger Stadtrat gewählt. Von 1994 bis 2004 bekleidete er das Amt des Vize-Bürgermeisters und von 1999 bis 2011 war er Vorsitzender der CDU Siegburg. Bei der Kommunalwahl 2004 wurde er mit 57,1 Prozent der Stimmen zum Nachfolger von Rolf Krieger als hauptamtlicher Bürgermeister gewählt, 2009 (62,9 %) und 2014 (58,4 %) wurde er wiedergewählt. Im November 2018 kündigte er an, im Jahr 2020 nicht erneut als Bürgermeister zu kandidieren. Zu seinem Nachfolger wurde Stefan Rosemann von der SPD gewählt.